# Сідар-Пойнт (Техас)
Сідар-Пойнт (англ. Cedar Point) — переписна місцевість (CDP) в США, в окрузі Полк штату Техас. Населення — 851 особа (2020).

## Географія
Сідар-Пойнт розташований за координатами 30°48′3″ пн. ш. 95°4′39″ зх. д. / 30.80083° пн. ш. 95.07750° зх. д. (30.800855, -95.077508).  За даними Бюро перепису населення США в 2010 році переписна місцевість мала площу 4,83 км², з яких 2,34 км² — суходіл та 2,48 км² — водойми.

## Демографія
Згідно з переписом 2010 року, у переписній місцевості мешкало 630 осіб у 301 домогосподарстві у складі 197 родин. Густота населення становила 131 особа/км².  Було 644 помешкання (133/км²).
Расовий склад населення:
| - 95,1 % — білих - 2,5 % — чорних або афроамериканців - 0,5 % — азіатів - 0,3 % — корінних американців |

До двох чи більше рас належало 0,8 %. Частка іспаномовних становила 5,7 % від усіх жителів.
За віковим діапазоном населення розподілялося таким чином: 11,9 % — особи молодші 18 років, 53,2 % — особи у віці 18—64 років, 34,9 % — особи у віці 65 років та старші. Медіана віку мешканця становила 58,9 року. На 100 осіб жіночої статі у переписній місцевості припадало 104,5 чоловіків;  на 100 жінок у віці від 18 років та старших — 103,3 чоловіків також старших 18 років.
Середній дохід на одне домашнє господарство  становив 71 415 доларів США (медіана — 65 611), а середній дохід на одну сім'ю — 71 384 долари (медіана — 59 432). 
Цивільне працевлаштоване населення становило 359 осіб. Основні галузі зайнятості: освіта, охорона здоров'я та соціальна допомога — 23,4 %, транспорт — 17,3 %, будівництво — 13,9 %, оптова торгівля — 10,6 %.